# Mitózis

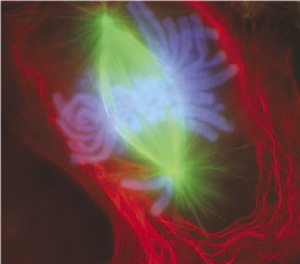
Gőte tüdősejtje a mitózis anafázisában.

A mitózis a sejtosztódás során kettéosztja a genetikai információt is.

A biológiában a mitózis azt a folyamatot jelenti, mely során a sejt két egyenlő utódsejtbe választja megkettőződött genomját. Általában ezt citokinézis követi, amely a citoplazmát és a sejtmembránt is kettéosztja. Az eredmény: két azonos utódsejt, közel azonos organellum elosztással. A mitózis és citokinézis összefoglaló neve a sejtciklusban a mitotikus (M) fázis.
A mitózis kizárólag az eukariótáknál jelenik meg. A többsejtű szervezetekben a szomatikus (testi) sejt mitózison megy keresztül. A növényekben a spórákat képző sejtek, az állatokban pedig az ivarsejteket képző sejtek – melyekből majd hímben spermium, nőstényben petesejt lesz – meiózissal osztódnak. Mitózissal az állatok testi sejtjei és a növények ivarsejtjei képződnek, szemben a meiózissal, melynek révén az állatok (és az ember) ivarsejtjei és a növények spórái keletkeznek.  A prokarióták, melyeknek nincs sejtmagjuk, bináris hasadással kettőződnek meg.
Mivel a citokinézis az esetek többségében a mitózissal együtt jelenik meg, ezért szokás a mitózis alatt a teljes mitotikus fázist érteni. Habár vannak sejtek, melyekben a két folyamat külön van választva, azaz többmagvú sejtek keletkeznek. Ez leginkább egyes gomba (penész) fajoknál figyelhető meg. De jelen van például gyümölcslegyeknél is az embrionális fejlődés bizonyos szakaszaiban.

## Hogyan osztja ketté a mitózis a genetikai információt?

Diploid eukarióta sejtben minden kromoszómából kettő van, egy az anyától, egy az apától. Ezeket homológ kromoszóma pároknak nevezzük, melyek nem feltétlenül azonosak genetikailag. Például a szem színéért felelős gén az apa kromoszómáján a zöld, az anyáén a barna színt kódolja.
A mitózis elsődleges eredménye az anyasejt genomjának szétválása két utódsejtbe. Mivel a két utódsejtnek teljesen azonosnak kell lennie, ami a genetikai információt illeti, ezért az osztódás előtt minden kromoszómát meg kell kettőzni. Ez az interfázis közepén történik meg, annak is az S fázisában.
Így minden kromoszóma önmagának két genetikailag azonos másolatát tartalmazza, melyeket kromatidnak nevezünk. Ezek a centromeren keresztül vannak összekapcsolva. A kromatidok önmagukban viszont nem tekinthetők kromoszómának.
Az ábrán a piros és kék kromoszómák homológok. A DNS megkettőződése után a homológ kromoszómák két-két testvérkromatidból állnak. A mitózis befejeztével a testvérkromatidokból testvér kromoszómák jönnek létre, és két utódsejtbe kerülnek. Így tehát az anyasejt genomja megkettőződött, majd két identikus sejt keletkezett.

## A fázisok

A sejtciklus

A sejtciklus kezdődik a G1 fázissal, mely növekedést indít el, majd az S fázisban megkettőződik a DNS, a G2 újabb növekedést jelent, végül az M fázisban, azaz a mitotikus szakaszban kettéválik a sejt, két azonos genetikai állományú utódsejtet eredményezve.
A mitózis folyamatos és dinamikus folyamat, mégis 5 fázisra bontható:

### Profázis
Profázisban a kromatin magasan szervezett kromoszómákká kondenzálódik. Az S fázis DNS megkettőződése után a kromoszómák testvérkromatidokból állnak, melyek a centromeren keresztül kapcsolódnak össze. Ebben az összeállásban egy az ATPázokhoz tartozó konzervatív fehérje családnak, SMC-knek (structural maintance of chromosomes) van nagy szerepe. Két legfontosabb fehérje molekulája kondenzin és a kohezin. A kohezin a testvér kromatidák összeállásban játszik szerepet, míg a kondenzin a kromoszóma szerkezet kialakításában, a spiralizációban.
A sejtmagon kívül találjuk a két centroszómát, amely a sejt mikrotubulus organizáló központjából (MTOC) jött létre. Ezek a centroszómák folyamatosan a sejt két ellentétes pólusaiba vándorolnak, miközben formálódik a mitotikus osztódási orsó. A centroszóma másik gyakran használt neve a sejtközpont.

### Prometafázis
A magmembrán felbomlik és vezikulumokba csomagolódik, mikrotubulusok árasztják el a sejtmag belsejét. Ezt nyitott mitózisnak nevezzük és csak a többsejtű szervezetekben jelenik meg. Néhány protistában és algában a zárt mitózisban is képes penetrálni a mikrotubulus a sértetlen magmembránt.
A kromoszómák kinetokórjaihoz (azokhoz a helyekhez, melyekben a testvérkromatidok összekapcsolódnak [centromerben vannak a kinetokórok, vagyis a centromer egy régió, a kinetokór pedig struktúra]) kötődnek a húzófonalak (osztódási orsók). Kritérium, hogy csak akkor stabilis a kötés, ha az egyik húzófonal a kinetokór egyik pólusához, másik fonal a másik pólushoz kapcsolódik.
Erre azért van szükség, hogy ne kerülhessen mindkét kromatid ugyanabba a sejtbe, míg ebben az esetben a másik sejtbe egy sem kerülhetne.
Mikor a húzófonalak elérik a megfelelő hosszúságot, keresni kezdik a kinetokórokat. Minden kromoszóma a centromernél két kinetokort alkot, mindkettő egy-egy kromatiddal van kapcsolatban. A jelenlegi kutatási eredmények szerint a kinetokorban molekuláris motorok vannak, melyek a húzófonalak kapcsolódására aktiválódnak, és így ATP energiáját felhasználva jutnak el a centroszómáig.
A centroszómák stabilitását a leendő két utódsejt helyén a kinetokor mikrotubulusokon kivül az asztrális és a poláris mikrotubulusok stabilizálják. Előbbi a sejt membránhoz csillagszerűn köti az új sejtközpontot, míg a poláris mikrotubulusok a két sejtközpont összekötésében játszanak szerepet a kromoszómák érintése nélkül.
A prometafázist gyakran a profázis részeként említik.

### Metafázis

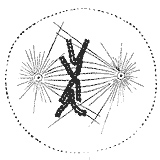
Metafázis

A kromoszómák, melyek a két pólus irányába már elkötelezettek, de még egymáshoz tapadó testvérkromatidokból állnak, felsorakoznak az ún. egyenlítői síkban. A sejt a sejtosztódás ezen állapotában vizsgálható a legeredményesebben. Klinikai kromoszómavizsgálatoknál is a metafázisban blokkolják a sejtet, például kolhicinnel.
Ez a legrövidebb szakasz. Mikor a síkba rendeződtek a kromoszómák, már véget is ér. A metafázis végén található a sejtciklus harmadik "M ellenőrzési pontja". Ez azt jelenti, hogy a sejt saját magát ellenőrzi, hogy minden rendben történt-e: kapcsolódott-e minden kinetokor régióhoz mikrotubulus és létrejött-e megfelelően a mitotikus orsó a poláris mikrotubulusokból.
2 lehetséges út:
- Ha a sejt hibát talál, akkor aktiválódik a kolhicin molekula, amely lebontja a mikrotubulusokat és megállítja az osztódást metafázisban.
- Ha minden rendben zajlott, akkor aktiválódik APC/C (anaphase promoting complex /ciklosome) molekula (amely tulajdonképpen egy ubikvitin ligáz) és megkezdi a felkészülést az anafázisra.
  - A molekula egyik szubsztrát fehérjéje a szekurin, amely a szeparáz enzimet gátolja. A szekurin leszakításával a szeparáz aktiválódik és lehasítja a kromoszómákat összetartó kohezin molekulát, így a kromoszómákat már a kinetokor mikrotubulusok el tudják húzni a sejt két pólusa felé. Ez a lépés nélkülözhetetlen az anafázis létrejöttéhez.
  - Bár igaz ez a lépés később játszódik le, de itt kell megemlíteni, hogy a komplex másik célfehérje a ciklin molekulák családja. Ők azok, amelyek a Cdk (Ciklin dependens kináz)-ok aktivitáshoz feltétlenül szükségesek, így az MPF (vagy M-Cdk) működéséhez is. A ciklineket a komplex inaktiválja, amely az MPF molekulák inaktivációját vonja maga után. Ezzel megnyílik az út a mitózis befejezésére és a citoplazma szétváláshoz a citokinezishez.

### Anafázis

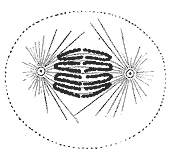
Korai anafázis

Miután a kinetokórjukhoz tapadt mikrotubulusokkal rendelkező kromoszómák az egyenlítői síkba rendeződtek, két folyamat játszódik le:
1. Anafázis A: A testvérkromatidokat összekötő fehérjék leválnak, ezáltal a testvérkromatidokból testvérkromoszóma keletkezik, hiszen a húzófonalak megrövidülnek a megfelelő pólusban elhelyezkedő centroszóma irányában. Ebben a szétválásban a kinetokor mikrotubulusok játszanak szerepet.
2. Anafázis B: A kinetokkórhoz nem kapcsolódó - más néven poláros - mikrotubulusok ezzel a sejt tökéletesen ellentétes pólusába szorítják a centroszómákat és meghatározzák az új sejt sejtközpontjainak helyét.

Ezt a két fázist gyakran nevezik korai és késői anafázisnak.

### Telofázis

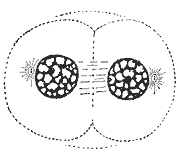
Telofázis

A telofázis a pro- és prometafázis fordítottja. A mitózis utóhatásait tünteti el. Tehát a kromoszómák despiralizációjával és kondenzációjával újra létrejön az egybefüggő kromatin állomány, így kialakul újra a sejtmag, majd a vezikulumokból újra összeáll a sejtmaghártya. A poláris mikrotubulusok tovább hosszabbodnak, ezzel is növelve a sejtek átmérőjét, mintegy megnyújtva a sejtet.

### Citokinézis
A citokinézis a sejt fizikai kettéválása. A citoplazma befűződése már az anafázisban megkezdődik, de csak a telofázisban válik nyilvánvalóvá. Középen a mitotikus orsó tengelyén a sejt fokozatosan befűződik, az egyenlítői síkban egy kontraktilis gyűrű-rendszer alakul ki, amely egy szűk kapcsolatot kezd kialakítani a leendő két utódsejt között. Ezt középtestnek (midbody) nevezik, és a poláris mikrotubulusok maradványai alkotják. Ez a kapcsolat kis idő elteltével megszűnik és a két utódsejt citoplazmája teljesen szétválik, majd újra kialakulnak mindkét sejtben az interfázisos sejtre jellemző mikrotubulusok.
Ezzel a mitózis befejeződött. Az eredmény: két teljesen azonos sejt.

## Jelentősége

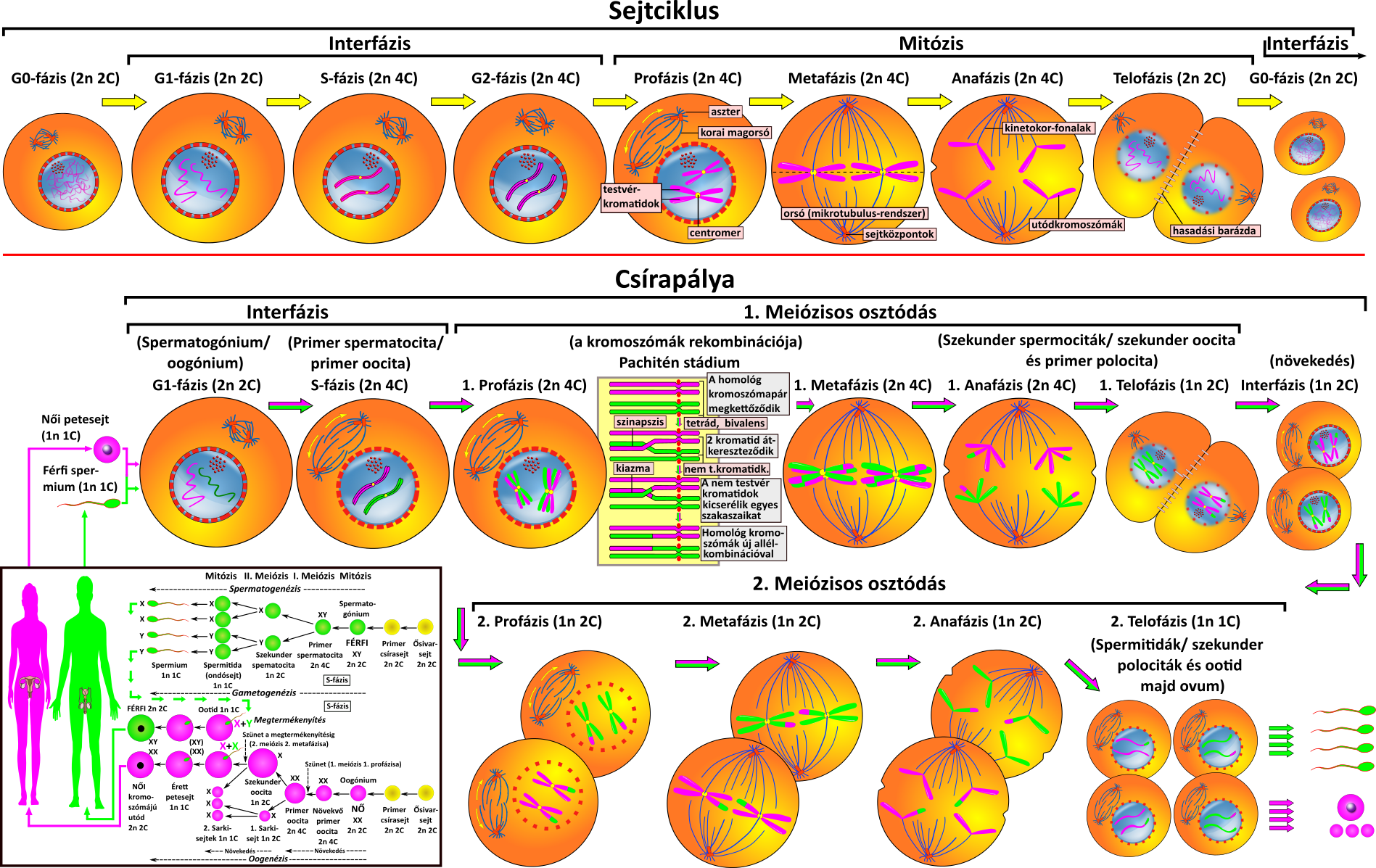
Mitózis és meiózis (Szegedi László: Általános genealógia. Budapest, 2015. 606.)

A mitózis fontosság a kromoszómák számának megtartásában rejlik, mindegyik utódsejt ugyanolyan felépítéssel és kromoszómákkal fog rendelkezni egy hibátlan mitózis végeztével, mint az anya sejt. A transzkripció szünetel a mitózis folyamán, ugyanakkor a legújabb epigenetikai vizsgálatok kimutatták, hogy a sejt nem felejt, és az utód sejtekben is ugyanazok a gének lesznek az osztódás után transzkripcionálisan aktívak, amelyek az anyasejtben közvetlenül a mitózis előtt.

## Hibák a mitózisban
A mitotikus hibák bár ritkák, mégis ha egy korai elváltozás következik be, akár már zigóta korban, akkor súlyos következményekkel is járhatnak. Hiszen bármilyen defektus is következik be, azt minden osztódáskor továbbadja utódsejtjeinek az anyasejt.
A non-diszjunkcióban a kromoszómák képtelenek egymástól szétválni, így az egyik sejtben többlet (triszómia, hiszen három kromoszóma van jelen), a másikban hiány (monoszómia, hiszen csak egy kromoszóma található) fog keletkezni. Ezek a sejtek aneuploid sejtek, melyek hajlamosak rákos burjánzásra.
A mitózis traumatikus megpróbáltatás a sejt számára. A sejt organellumainak szerkezete drámaian megváltozik, a genetikai anyag kondenzálódik, majd újból felbomlik, ami kromoszóma hibákat, sérüléseket eredményezhet, ami pedig genetikai betegségekhez vezethet. Ilyen sérülés lehet az inverzió, transzlokáció, duplikáció, deléció. Ezen sérülések nagy része halálhoz vezet.

## Endomitózis
Az endomitózis a mitózis egy formája, melyben a DNS megkettőződése után a sejt nem válik ketté, olyan sejtet eredményezve, melynek kromoszómaszáma jóval több, mint a normális. A folyamat neve endoreduplikáció, a keletkezett állapoté pedig endoploidia.

## Ábrák a mitózisról
A mitotikus sejtek immunfluoreszcenciás eljárásokkal kitűnően láthatóvá tehetők mikroszkóp alatt:

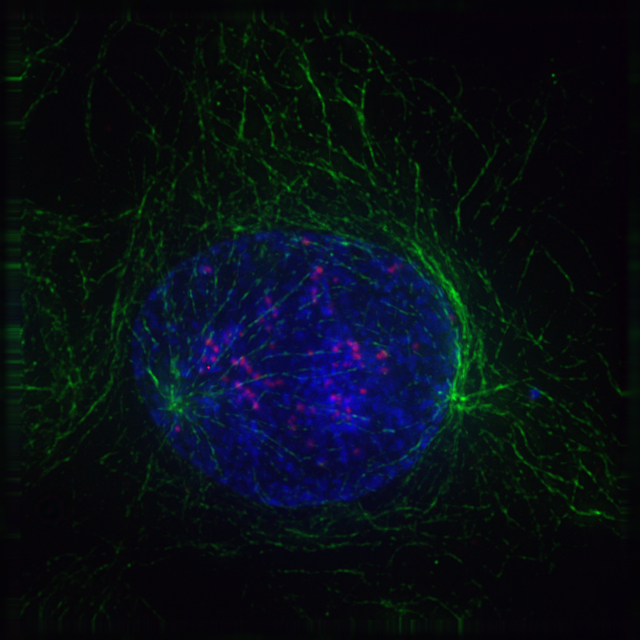
Korai profázis: A nem kinetokórhoz kapcsolódó zöld mikrotubulusok mátrixot képeznek a kék sejtmag körül. A zöld pontok a centroszómák.
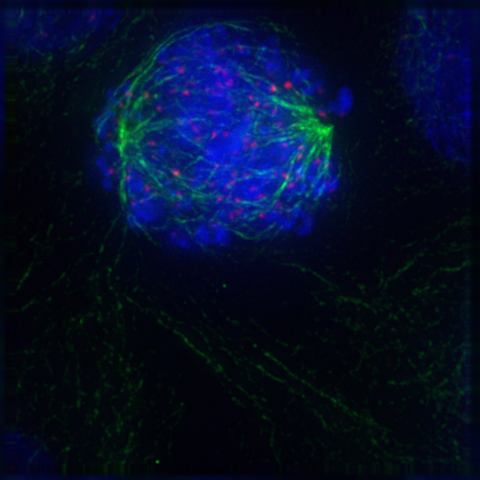
Korai prometafázis: A magmembrán éppen szétesett, így a mikrotubulusok képesek kapcsolódni a kinetokórokhoz.
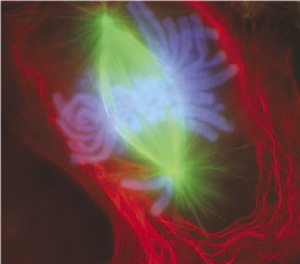
Korai anafázis: A centroszómák a pólusokhoz rendeződtek. A világoskék kromoszómák szétváltak.
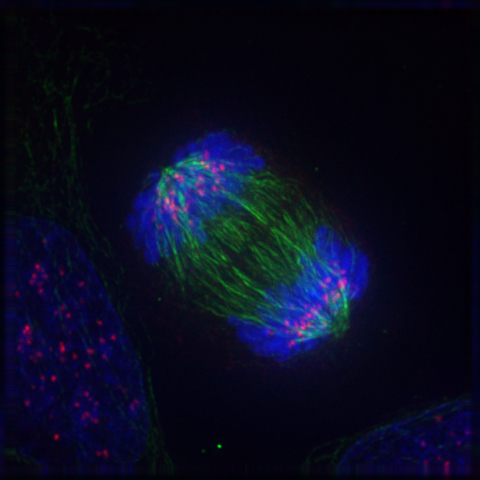
Késői anafázis: Ellentétes pólusba szorított centroszómák és kialakul az új sejt sejtközpontjainak helye.